# Spongomonadida
Die Spongomonadida sind eine Ordnung von heterotrophen Flagellaten, die zum Stamm der Cercozoa gezählt werden.

## Merkmale
Die Vertreter sind Flagellaten mit zwei Geißeln, die an der Spitze der Zelle ansetzen. Die Zellen sind in eine Matrix von eisenhaltigen Schleimkugeln eingebettet und können große Kolonien bilden. Sie bilden keine Pseudopodien.
Die Mitochondrien besitzen tubuläre Cristae. Die beiden Geißeln setzen an annähernd parallel stehenden Basalkörpern an. Die Basalkörper besitzen radial ausstrahlende, faserige Verankerungsstrukturen und Mikrotubuli, als auch quergestreifte Bänder, die sowohl zwischen den beiden Basalkörpern verlaufen als auch von diesen weg verlaufen. Das Dictyosom liegt nahe dem Zellkern und den Basalkörpern. 

## Systematik
Die Spongomonadida bilden alleine die Klasse Spongomonadea innerhalb der Überklasse Reticulofilosa, Unterstamm Filosa. Die Ordnung besteht aus den beiden artenarmen Gattungen Spongomonas und Rhipidodendron.
Zur Gattung Spongomonas gehört der Eukaryot Wassertraube (Spongomonas uvella).

## Belege
- David J. Patterson: The Diversity of Eukaryotes. The American Naturalist, Band 65, Supplement, 1999, S. 96–124.